# Termitomyia mirabilis
Termitomyia mirabilis är en tvåvingeart som beskrevs av Erich Wasmann 1900. Termitomyia mirabilis ingår i släktet Termitomyia och familjen puckelflugor. Inga underarter finns listade i Catalogue of Life.